# باغبان

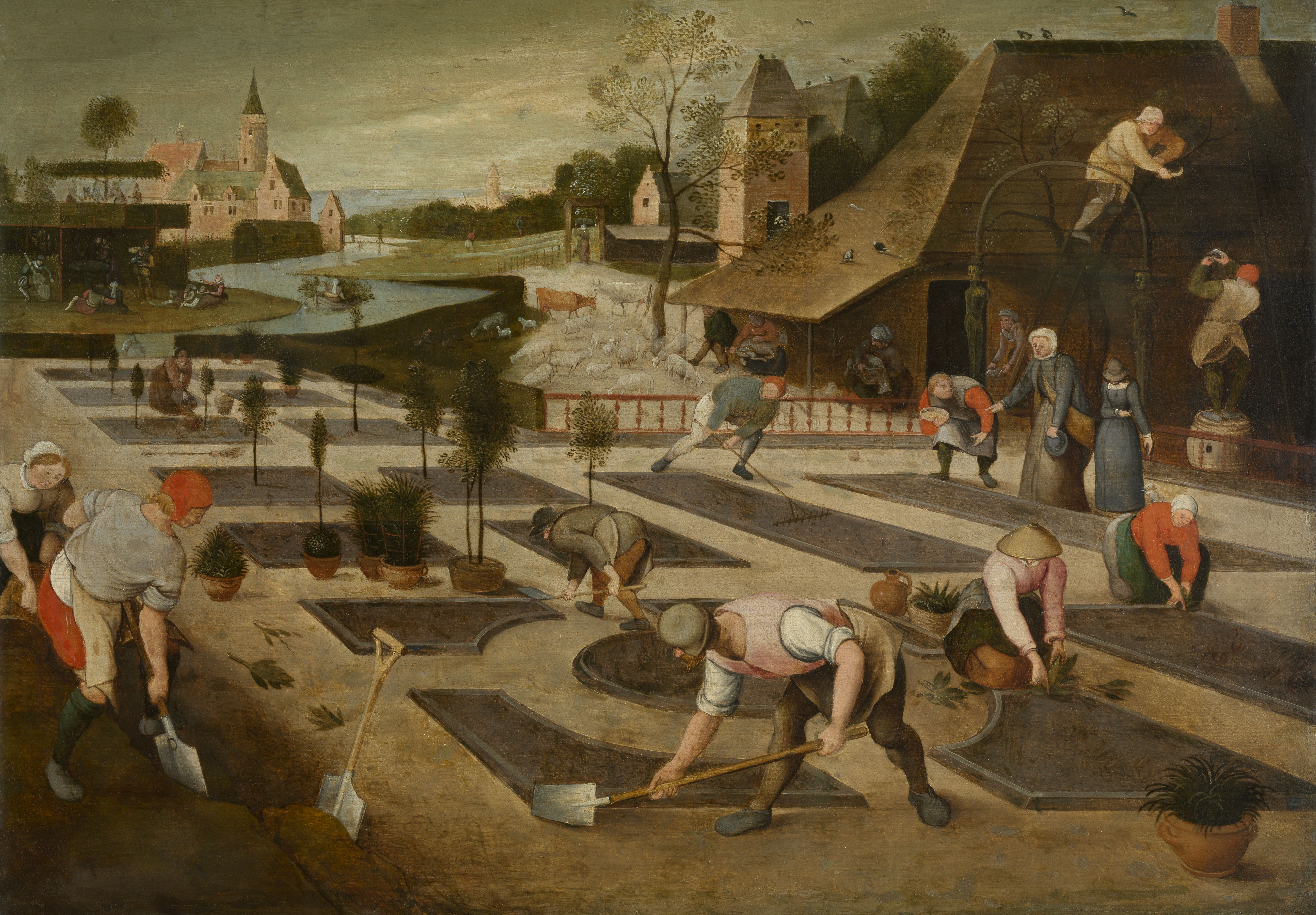
باغبانان در حال کار، نقاشی آبل گریمر، نقاش فلاندری، ۱۶۰۷

باغبان یا باغدار (به انگلیسی: Gardener)، کسی است که باغبانی را به صورت حرفه‌ای یا سرگرمی انجام می‌دهد.

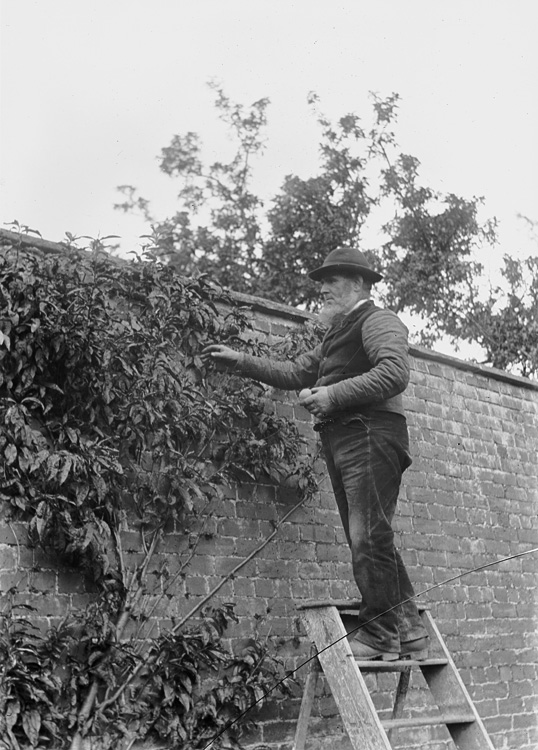
باغبان روی نردبان در حال جمع‌آوری میوه‌ها c.1910

باغبان هر شخصی است که در باغبانی، احتمالاً قدیمی‌ترین شغل، از سرگرمی در یک باغ مسکونی، صاحب خانه که غذای خانواده را با یک باغ سبزی کوچک یا باغ میوه تکمیل می‌کند، تا یک کارمند در نهالستان یا سرباغبان در یک املاک بزرگ.
طراح باغ کسی است که باغ را طراحی می‌کند ولی باغبان شخصی است که کار را برای ایجاد نتیجه مطلوب بر عهده می‌گیرد.